# Catedral de Sant Magnus
La catedral de Sant Magnus (Kirkjubømúrurin en feroès) és una catedral en ruïnes situada al poble de Kirkjubøur de l'illa de Streymoy, a les illes Fèroe.
Les ruïnes són el testimoni medieval més gran de l'arxipèlag. Construïda en estil gòtic clàssic, té unes mides de 25,5 m de llarg per 10,8 m d'ample i una altura de 9 m. Els seus murs tienen 1,5 m de gruix i estan fets amb basalt, roca volcànica molt abundant a l'entorn.
Les restes de la catedral estan acompanyades de la granja Kirkjubøargarður, que havia servit de residència episcopal. Avui aquesta granja és la casa de fusta habitada més antiga del món. Molt a prop també hi ha l'església de Sant Olaf, que és l'església més antiga de les Fèroe.

## Història
La catedral de Sant Magnus va ser construïda vers el 1300 durant el govern del bisbe Erlendur (1269-1308), amb l'objectiu de substituir la petita església de Sant Olaf. Els fons i la mà d'obra van sortir de la població local, el que va representar una dura càrrega per a la ja precària economia de les illes. S'especula que l'explotació a què va ser sotmesa la població va ser la causa que el bisbe Erlendur s'hagués d'exiliar, tement una insurrecció. Aquesta és una de les raons que es dona per explicar que la catedral mai va ser acabada. També s'ha especulat la pesta bubònica com una de les possibles causes, ja que va arrasar les Fèroe entre 1349 i 1350, reduint la seva població a una tercera part.

## Conservació
Els treballs de conservació de la Catedral van començar el 1997 en un moment que es feia evident que les runes de l'edifici s'estaven deteriorant a un ritme molt ràpid, especialment el morter. Els anys 2002-2004, es va construir una coberta de fusta que cobria la major part de l'edifici. La cobertura va generar considerables crítiques a causa del seu aspecte. Al llarg d'aquests anys s'han anat implementant treballs de conservació continuats, amb el reforç de morter allà on ha anat calent.
Aquestes accions de millora pretenen motivar la inclusió de Kirkjubøur com a Patrimoni de la Humanitat per a la UNESCO.